# Berlin-Marathon 1999
| 26. Berlin-Marathon    | 26. Berlin-Marathon          |
| ---------------------- | ---------------------------- |
| Stadt                  | Berlin, Deutschland          |
| Datum                  | 26. September 1999           |
| Distanz                | 42,195 Kilometer             |
| Sieger                 |                              |
| Männer                 | Josephat Kiprono (2:06:44 h) |
| Frauen                 | Tegla Loroupe (2:20:43 h)    |
| ← Berlin-Marathon 1998 | Berlin-Marathon 2000 →       |
| Website                | Offizielle Website           |

Der Berlin-Marathon 1999 (offiziell: Alberto Berlin-Marathon 1999) war die 26. Ausgabe der jährlich stattfindenden Laufveranstaltung in Berlin, Deutschland. Der Marathon fand am 26. September 1999 statt.
Bei den Männern gewann Josephat Kiprono in 2:06:44 h, bei den Frauen Tegla Loroupe in 2:20:43 h.

## Ergebnisse

### Männer
| Platz | Athlet               | Land      | Zeit (h) |
| ----- | -------------------- | --------- | -------- |
| 01    | Josephat Kiprono     | Kenia     | 2:06:44  |
| 02    | Takayuki Inubushi    | Japan     | 2:06:57  |
| 03    | Samson Kandie        | Kenia     | 2:08:31  |
| 04    | Hicham Chatt         | Marokko   | 2:09:56  |
| 05    | Henry Kipkosgei      | Kenia     | 2:10:37  |
| 06    | Waldemar Glinka      | Polen     | 2:11:53  |
| 07    | Eduardo doNascimento | Brasilien | 2:12:12  |
| 08    | Stephen Ndungu       | Kenia     | 2:12:23  |
| 09    | Daisuke Tokunaga     | Japan     | 2:13:09  |
| 10    | Jose Telles          | Brasilien | 2:13:25  |

### Frauen
| Platz | Athletin            | Land     | Zeit (h)   |
| ----- | ------------------- | -------- | ---------- |
| 01    | Tegla Loroupe       | Kenia    | 2:20:43 WR |
| 02    | Marleen Renders     | Belgien  | 2:23:58    |
| 03    | Swetlana Sacharowa  | Russland | 2:27:08    |
| 04    | Małgorzata Sobańska | Polen    | 2:27:30    |
| 05    | Aniela Nikiel       | Polen    | 2:29:27    |
| 06    | Shiki Sekiuchi      | Japan    | 2:30:42    |
| 07    | Serap Aktas         | Türkei   | 2:31:43    |
| 08    | Daria Nauer         | Schweiz  | 2:32:38    |
| 09    | Milkah Chepkieny    | Kenia    | 2:32:46    |
| 10    | Simona Viola        | Italien  | 2:33:33    |